# Banasa lenticularis
Banasa lenticularis är en insektsart som beskrevs av Philip Reese Uhler 1894. Banasa lenticularis ingår i släktet Banasa och familjen bärfisar. Inga underarter finns listade i Catalogue of Life.